# Ana Kobal
Ana Kobal (ur. 11 listopada 1983 w Žirovnicy) – słoweńska narciarka alpejska, srebrna medalistka zimowej uniwersjady, komentatorka sportowa.

## Kariera
Po raz pierwszy na arenie międzynarodowej pojawiła się 10 grudnia 1998 roku w Cavalese, gdzie zajęła 64. miejsce w gigancie. W 2002 roku wystartowała na mistrzostwach świata juniorów w Tarvisio, gdzie jej najlepszym wynikiem było jedenaste miejsce w kombinacji. Podczas rozgrywanych rok później mistrzostw świata juniorów w Briançonnais w tej samej konkurencji była dziesiąta, a w slalomie zajęła jedenastą pozycję.
W Pucharze Świata zadebiutowała 5 stycznia 2002 roku w Mariborze, gdzie nie zakwalifikowała się do pierwszego przejazdu w slalomie. Pierwsze pucharowe punkty wywalczyła dokładnie cztery lata później w Zagrzebiu, plasując się na 30. miejscu w tej samej konkurencji. Nigdy nie stanęła na podium zawodów tego cyklu, najwyższą lokatę wywalczyła 25 lutego 2007 roku w Sierra Nevada, gdzie była dwudziesta w slalomie. W sezonie 2006/2007 zajęła 104. miejsce w klasyfikacji generalnej.
Wystąpiła w slalomie na igrzyskach olimpijskich w Turynie w 2006 roku, zajmując 25. miejsce w slalomie.
W 2007 roku zdobyła srebrny medal uniwersjady w Turynie w slalomie gigancie.
W czerwcu 2008 roku ogłosiła zakończenie kariery zawodniczej. Po zakończeniu kariery sportowej została komentatorką narciarstwa alpejskiego dla stacji telewizyjnej RTV Slovenija.

## Osiągnięcia

### Igrzyska olimpijskie
| Miejsce | Dzień     | Rok  | Miejscowość | Konkurencja | Czas biegu | Strata | Zwyciężczyni |
| ------- | --------- | ---- | ----------- | ----------- | ---------- | ------ | ------------ |
| 25.     | 22 lutego | 2006 | Turyn       | Slalom      | 1:29,04    | +3,85  | Anja Pärson  |

### Mistrzostwa świata juniorów
| Miejsce | Dzień     | Rok  | Miejscowość  | Konkurencja | Czas biegu | Strata | Zwyciężczyni            |
| ------- | --------- | ---- | ------------ | ----------- | ---------- | ------ | ----------------------- |
| 38.     | 27 lutego | 2002 | Tarvisio     | Zjazd       | 1:29,81    | +8,17  | Julia Mancuso           |
| 34.     | 28 lutego | 2002 | Tarvisio     | Supergigant | 1:27,54    | +6,27  | Maria Riesch            |
| 26.     | 1 marca   | 2002 | Tarvisio     | Slalom      | 1:36,54    | +3,86  | Veronika Zuzulová       |
| 26.     | 3 marca   | 2002 | Tarvisio     | Gigant      | 1:52,15    | +4,09  | Julia Mancuso           |
| 11.     | 3 marca   | 2002 | Tarvisio     | Kombinacja  | 5,20 pkt   | ?      | Julia Mancuso           |
| 36.     | 4 marca   | 2003 | Briançonnais | Zjazd       | 1:12,23    | +3,08  | Tamara Wolf             |
| DNF     | 5 marca   | 2003 | Briançonnais | Supergigant | 1:20,02    | -      | Julia Mancuso           |
| 11.     | 7 marca   | 2003 | Briançonnais | Slalom      | 1:38,53    | +3,81  | Michaela Kirchgasser    |
| 33.     | 8 marca   | 2003 | Briançonnais | Gigant      | 2:05,70    | +6,25  | Jessica Lindell-Vikarby |
| 10.     | 8 marca   | 2003 | Briançonnais | Kombinacja  | 25,68 pkt  | ?      | Maria Riesch            |

### Puchar Świata

#### Miejsca w klasyfikacji generalnej
- sezon 2001/2002: -
- sezon 2002/2003: -
- sezon 2003/2004: -
- sezon 2004/2005: -
- sezon 2005/2006: 121.
- sezon 2006/2007: 104.
- sezon 2007/2008: -

#### Miejsca na podium
Kobal nie stanęła na podium zawodów PŚ.

### Uniwersjada
- 2003 Tarvisio (ITA) – nie ukończyła (slalom gigant)
- 2007 Turyn (ITA) – dyskwalifikacja (slalom), srebrny medal (slalom gigant)[9]